# Одностатеві шлюби у Франції
Одностатеві шлюби у Франції були узаконені 28 травня 2013 року. Набувши цього дня в силу закон дав одностатевим подружжям також право на усиновлення дітей. Паралельно одностатеві пари (також як і різностатеві) вже з 1999 року під Франції можуть укладати «полегшену версію шлюбу» — так званий цивільний договір солідарності.

## Громадська думка і опозиція

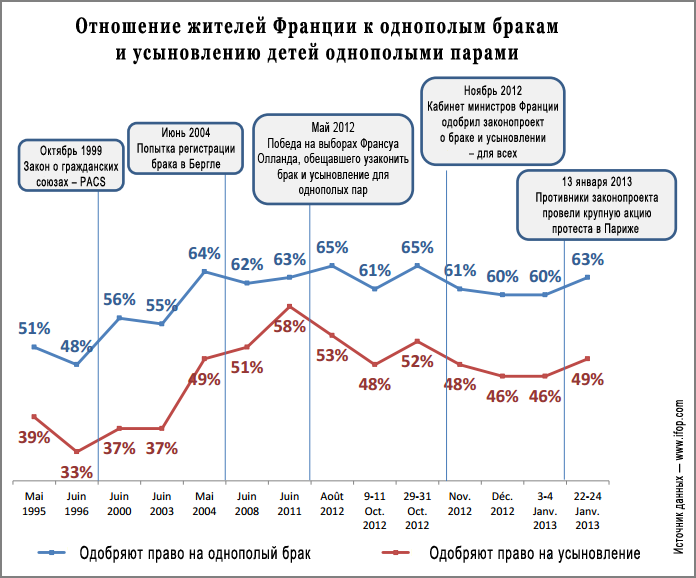
Зростання підтримки одностатевих шлюбів та усиновлення у Франції

Президент країни Франсуа Олланд вважав легалізацію одностатевих шлюбів одним з найважливіших пунктів своєї програми соціальних реформ. Згідно з опитуваннями громадської думки, легалізацію одностатевих шлюбів підтримувало близько 60% населення Франції, а усиновлення дітей одностатевими парами — близько половини жителів країни.
Вже з 1999 року у Франції діє цивільний договір солідарності — договір між двома партнерами будь-якої статі про створення цивільного партнерства — полегшена версія шлюбу з мінімальним набором прав і обов'язків по відношенню один до одного. Однак французькі соціалісти виступили за надання одностатевим парам доступу і до повноцінних шлюбів з можливістю усиновлення дітей.
Представники правої опозиції і Католицька церква засудили ініціативу соціалістів про введення одностатевих шлюбів. Особливу суперечність з боку противників законопроєкту викликало дозвіл одностатевим подружжю всиновлювати дітей. Проти усиновлень виступали ряд активістів Національного фронту (хоча сама партія офіційно не висловила однозначної позиції), «Союз за народний рух», раніше очолюваний екс-президентом Ніколя Саркозі, а також Католицька церква.
Об'єднання «Маніфестація для всіх», що виступає проти одностатевих шлюбів, кілька разів проводила акції протесту, в яких брали участь сотні і тисячі людей Прихильники одностатевих шлюбів також неоднократно проводили багототисячні мітинги для підтримки законопроекту .

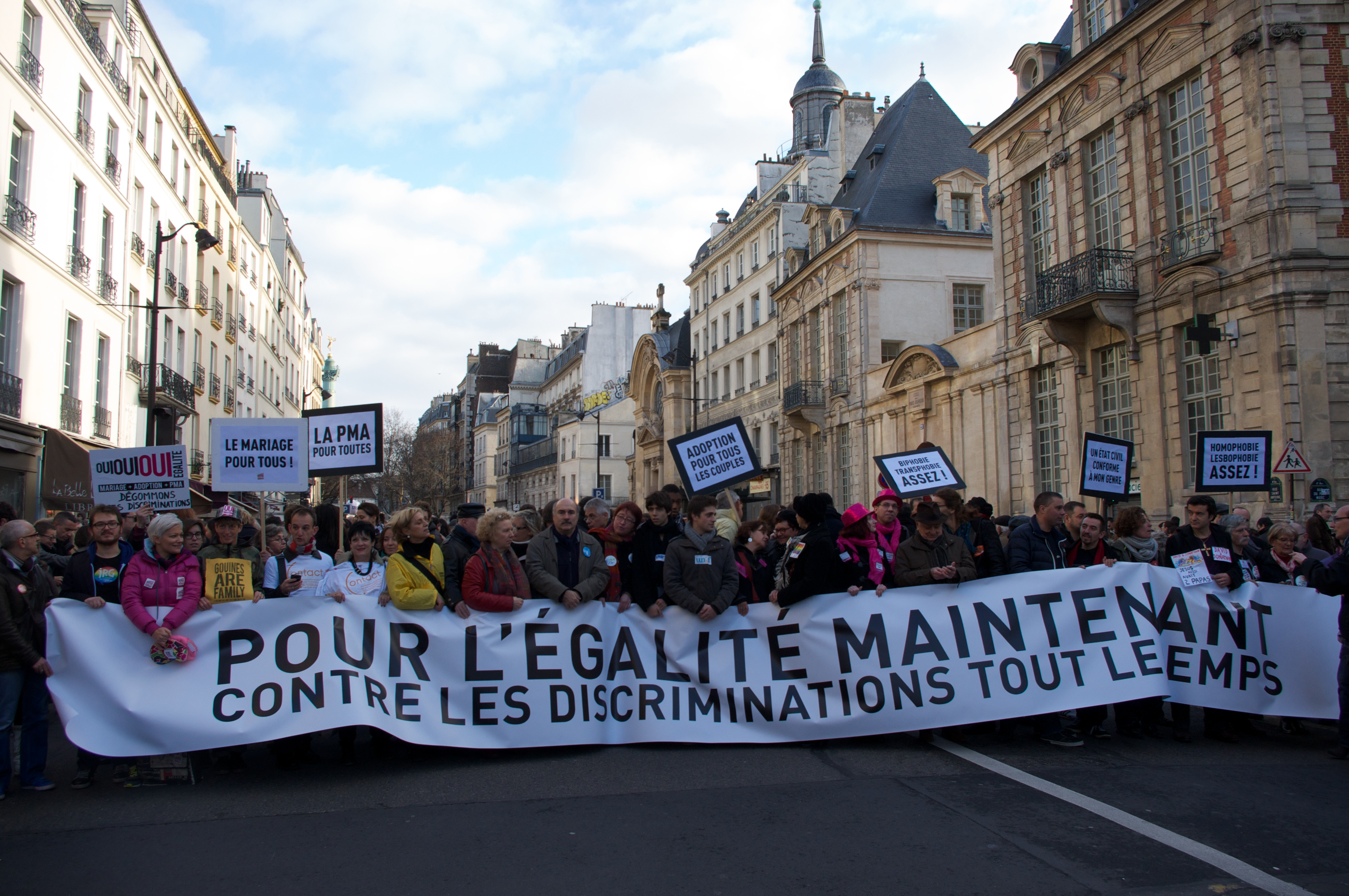
Мітинг на підтримку одностатевих шлюбів в Парижі 16 лютого 2012
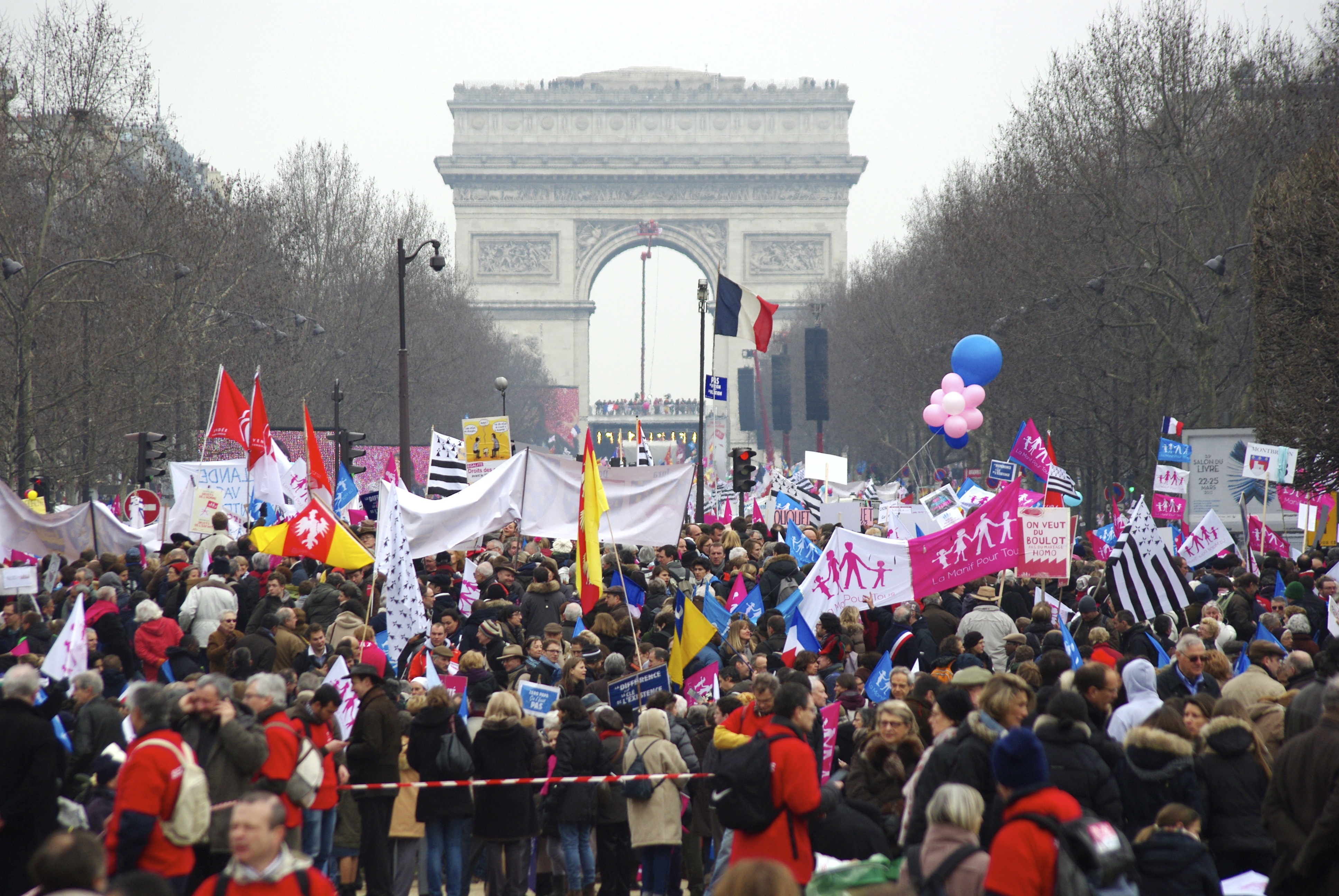
Протести проти одностатевих шлюбів в Парижі 24 березня 2013
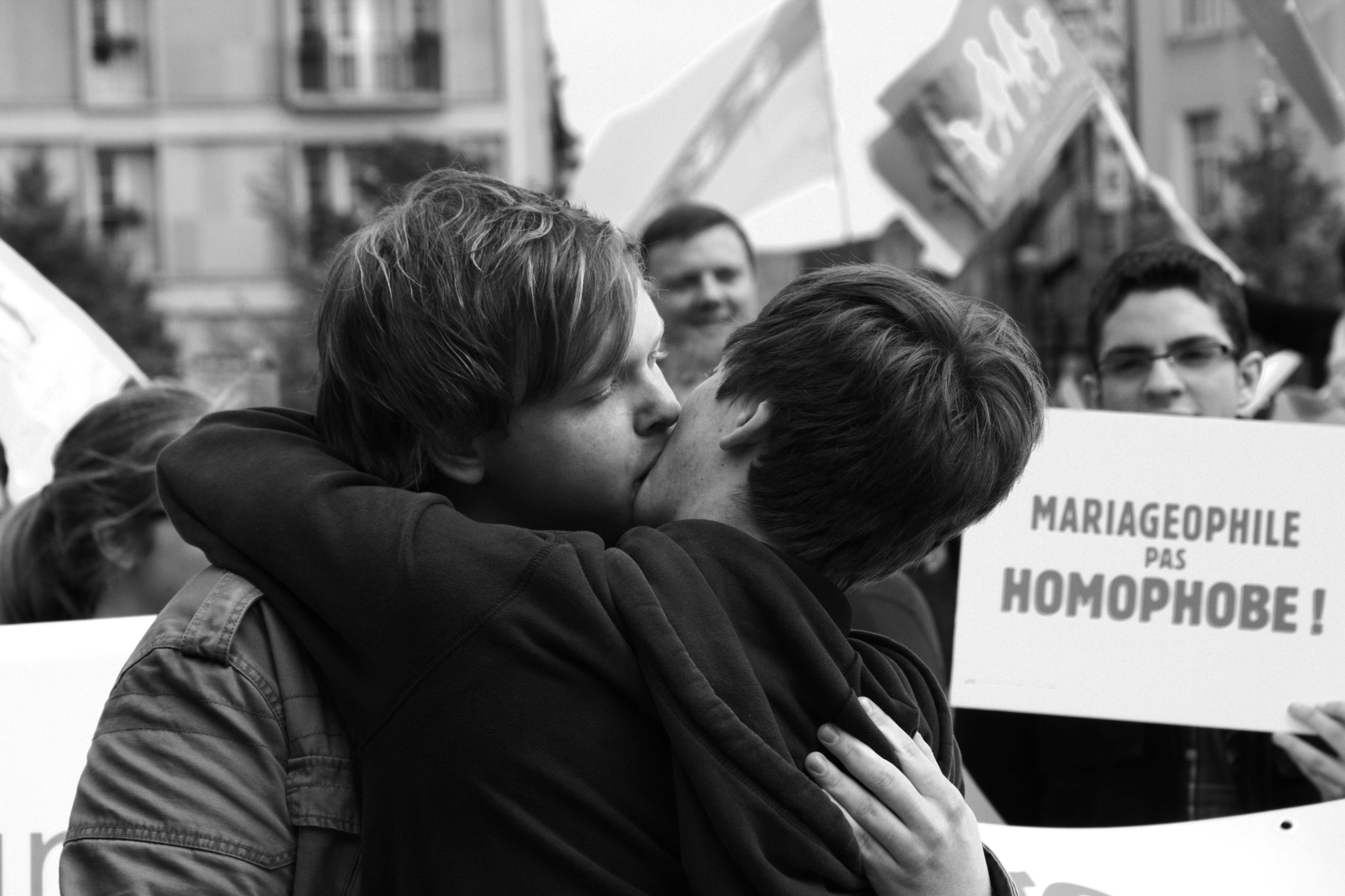
Флеш-моб під час демонстрації проти одностатевих шлюбів в Страсбург, 4 травня 2013
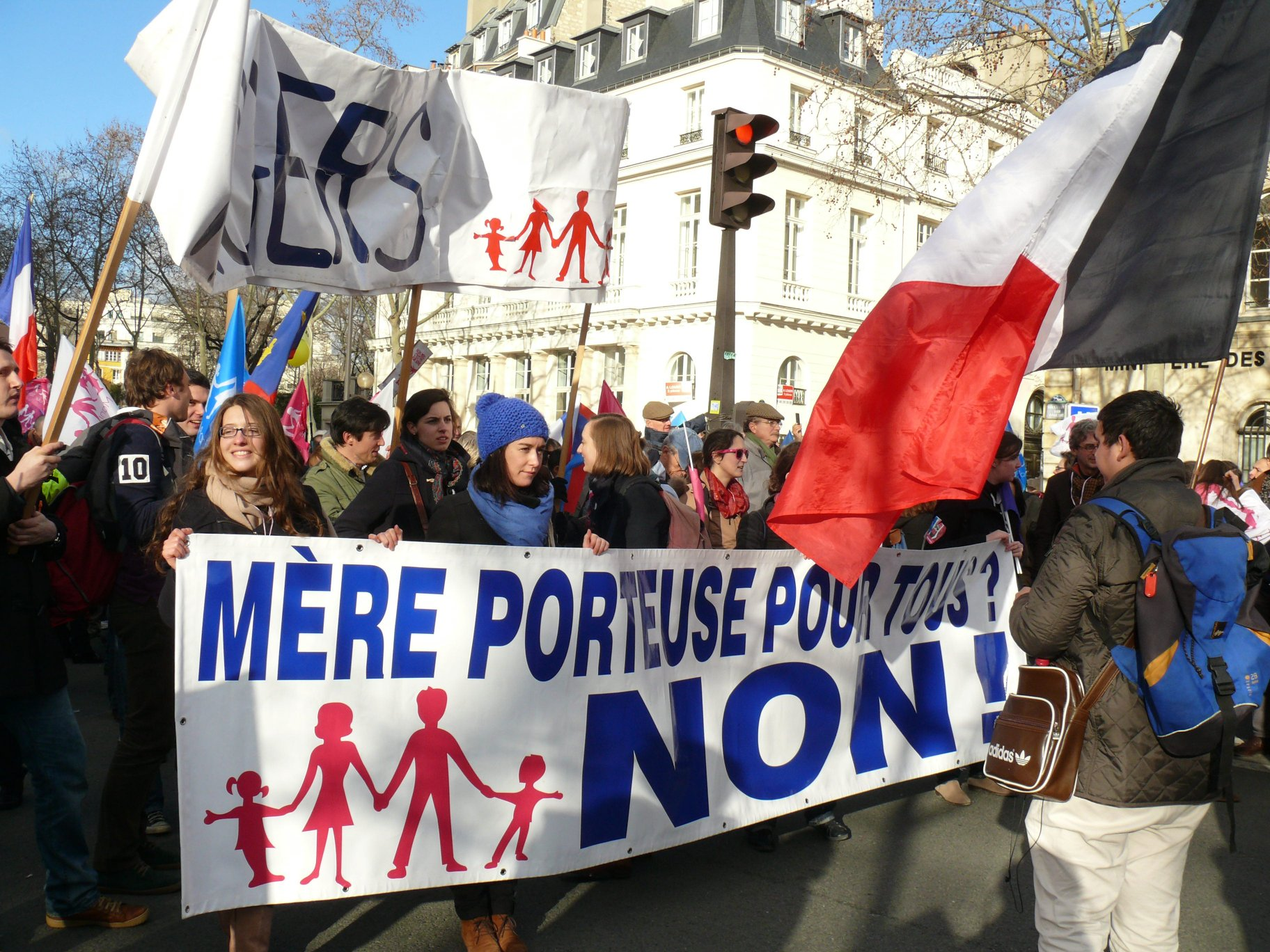
«Маніфістація для всіх», Париж, 2 лютого 2014

Обговорення законопроєкту в парламенті і масові протести викликали спалах агресії по відношенню до французьких гомосексуалів, що призвело до зростання числа насильства на ґрунті гомофобії.
У 2014 році, внаслідок громадського опитування, з'ясувалося, що лише третина французів бажають скасування можливості вступу в одностатевий шлюб. В загальному ж 73% французів виступають за те, аби геї, лесбійки і бісексуали мали змогу вступати у шлюб і лише 26% проти цього. Так чи інакше, у 2013 році в одностатевий шлюб вступило більше 7000 пар у Франції. В Парижі нещодавно була відмічена двотисячна одностатева пара, яка узаконила стосунки.
У 2014 році стало відомо про те, що гомофобна праворадикальна партія Марін Ле Пен Національний Фронт здобула свої перші два місця у верхній палаті парламенту Франції — Сенаті.

## Історія прийняття законопроєкту

### Голосування в Національних зборах
Національні збори Франції (нижня палата парламенту) 12 лютого 2013 прийняла законопроєкт «Шлюб для всіх» в першому читанні 329 голосами проти 229.
| Блок                                                                            | За  | Проти | Утрималися | Голосувало/Всього |
| ------------------------------------------------------------------------------- | --- | ----- | ---------- | ----------------- |
| Соціалістичний блок (соціалісти, республіканський і громадянський рух)          | 283 | 4     | 5          | 292/295           |
| Екологічний блок                                                                | 17  | 0     | 0          | 17/17             |
| Блок радикалів, республіканців і демократів (ліві радикали, демократи та інШІ.) | 13  | 2     | 0          | 15/16             |
|                                                                                 |     |       |            |                   |
| Союз за народний рух                                                            | 3   | 187   | 5          | 195/196           |
| Союз демократів і незалежних (Новий центр, Радикальна партія та інШІ.)          | 4   | 25    | 0          | 29/29             |
|                                                                                 |     |       |            |                   |
| Блок лівих демократів і республіканців (комуністи, ліві та інШІ.)               | 9   | 4     | 0          | 13/15             |
| Незалежні парламентарії                                                         | 0   | 7     | 0          | 7/7               |
|                                                                                 |     |       |            |                   |
| Разом                                                                           | 329 | 229   | 10         | 568/575           |

### Голосування в Сенаті
Сенат Франції (верхня палата французького парламенту) 9 квітня 2013 hjre в першому читанні схвалив найважливішу частину законопроєкту — першу статтю, що безпосередньо закріплює право одностатевих пар укладати шлюбний союз. За данную статью проголосовали 179 сенаторов, против — 157. За затвердження першої статті проголосували соціалісти, комуністи і ліві радикали. Праві і правоцентристи проголосували проти.
Вже 12 квітня законопроєкт був затверджений остаточно, в тому числі і та його частина, яка дозволяє одностатевим подружжю всиновлювати дітей.

### Друге читання в Національних зборах

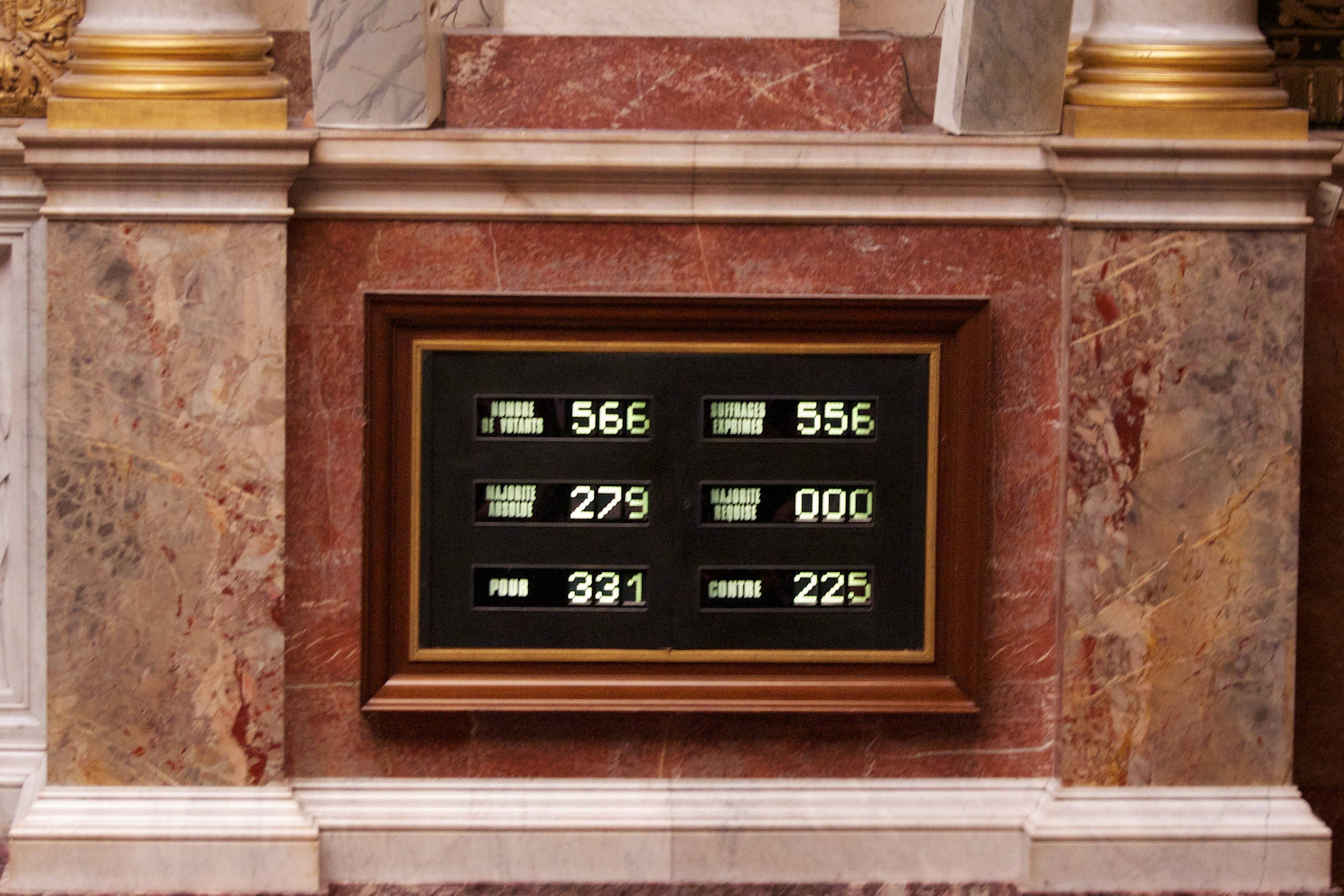
Результати голосування 23 квітня 2013

Згідно з французькими законами, після прийняття законопроєкту у Сенаті він повинен бути знову розглянутим в Національних зборах (нижній палаті парламенту), депутати яких і повинні прийняти остаточне рішення.
Друге читання законопроєкту в нижній палаті відбулося 23 квітня 2013 року. Національні збори в остаточному читанні 331 голосами «за» і 225 — «проти» повністю схвалив закон, що дозволяє одностатевим парам укладати шлюби і усиновляти дітей. Основна частина сенаторів, які проголосували проти закону — представники помірно-консервативного Союзу за народний рух.
| Блок                                                                            | За  | Проти | Утрималися. | Голосувало/Всього |
| ------------------------------------------------------------------------------- | --- | ----- | ----------- | ----------------- |
| Соціалістичний блок (соціалісти, республіканське і громадянський рух)           | 281 | 4     | 4           | 289/292           |
| Екологічний блок                                                                | 17  | 0     | 0           | 17/17             |
| Блок радикалів, республіканців і демократів (ліві радикали, демократи та інші.) | 13  | 2     | 0           | 15/16             |
|                                                                                 |     |       |             |                   |
| Союз за народний рух                                                            | 6   | 183   | 5           | 194/196           |
| Союз демократів і незалежних (Новий центр, Радикальна партія та інші.)          | 5   | 25    | 0           | 30/30             |
|                                                                                 |     |       |             |                   |
| Блок лівих демократів і республіканців (комуністи, ліві та інші.)               | 9   | 4     | 1           | 14/15             |
| Незалежні парламентарії                                                         | 0   | 7     | 0           | 7/8               |
|                                                                                 |     |       |             |                   |
| Разом                                                                           | 331 | 225   | 10          | 566/575           |

### Остаточне затвердження закону
Після остаточного ухвалення закону група сенаторів, що представляють опозиційні партії, подала звернення в Конституційний рада країни для перевірки прийнятого законопроєкту на відповідність Конституції Франції. За переконаннями цієї групи сенаторів, даний законопроєкт суперечить чинним нормам міжнародного цивільного права. Крім того, на їх думку, визначення шлюбу не може бути змінено за допомогою прийняття звичайного закону.
Конституційна рада Франції 17 травня 2013 відхилив позов, поданий Союзом народного руху, не угледівши в законі протиріч конституційним принципам, основним правам і свободам особистості та національному суверенітету Франції. Відносно усиновлення Конституційний рада підкреслив, що закон визнає таке право в принципі, однак не означає, що всі одностатеві пари гарантовано отримають це право, так як кожен випадок усиновлення розглядається індивідуально і рішення завжди приймається, виходячи з інтересів дитини.
Президент Франції Франсуа Олланд, який завжди підтримував одностатеві шлюби, негайно підписав законопроєкт, надавши йому законну силу. Текст закону був опублікований 18 травня в офіційному віснику Journal officiel de la République française і набув чинності через 10 днів після його опублікування. Перший такий шлюб уклали Венсан Отан і Брюно Буало e Монпельє.